# Josef Šimčik
Josef Šimčik, * 23. april 1938 Slavonska Požega, Savska banovina, Kraljevina Jugoslavija, † 24. maj 1991, Maribor, SR Slovenija, SFRJ.
Šimčik je bil prva žrtev med slovenskim osamosvajanjem. Med demonstracijami, ki so se v Mariboru začele zaradi pekrskih dogodkov, je poskušal s skupino drugih meščanov zaustaviti kolesno oklepno vozilo JLA, vendar je padel pod kolesa in bil pri tem smrtno poškodovan.
Na mestu smrti na Ljubljanski ulici je postavljena spominska plošča.